# Résultats électoraux d'Iberville
Les résultats électoraux d'Iberville sont inscrits dans les tableaux ci-dessous. Pour l'instant, seuls les résultats depuis l'élection générale de 2003 sont disponibles.
| Aller aux résultats d'une élection             |
| ---------------------------------------------- |
| 2003 • 2007 • 2008 • 2012 • 2014 • 2018 • 2022 |

## Résultats
| |
| - Union nationale (ancien) - Parti libéral - Parti québécois - Crédit social (ancien) - Action démocratique (ancien) - Québec solidaire - Coalition avenir - Parti conservateur |

### Résultats détaillés
|                                                                                               | Nom                     | Parti              | Nombre de voix | %      | Maj.   |
| --------------------------------------------------------------------------------------------- | ----------------------- | ------------------ | -------------- | ------ | ------ |
|                                                                                               | Audrey Bogemans         | Coalition avenir   | 18 223         | 53,1 % | 12 996 |
|                                                                                               | Jean-Alexandre Côté     | Parti québécois    | 5 227          | 15,2 % | -      |
|                                                                                               | Philippe Jetten-Vigeant | Québec solidaire   | 4 703          | 13,7 % | -      |
|                                                                                               | Anne Casabonne          | Conservateur       | 3 863          | 11,3 % | -      |
|                                                                                               | Steve Trinque           | Libéral            | 1 934          | 5,6 %  | -      |
|                                                                                               | Philippe Brassard       | Climat Québec      | 257            | 0,7 %  | -      |
|                                                                                               | Jean-Charles Cléroux    | Démocratie directe | 81             | 0,2 %  | -      |
| Total                                                                                         | Total                   | Total              | 34 288         | 100 %  |        |
| Le taux de participation lors de l'élection était de 70,2 % et 564 bulletins ont été rejetés. |                         |                    |                |        |        |

|                                                                                               | Nom                      | Parti            | Nombre de voix | %      | Maj.   |
| --------------------------------------------------------------------------------------------- | ------------------------ | ---------------- | -------------- | ------ | ------ |
|                                                                                               | Claire Samson (sortante) | Coalition avenir | 15 892         | 47,6 % | 10 035 |
|                                                                                               | Nicolas Dionne           | Parti québécois  | 5 857          | 17,5 % | -      |
|                                                                                               | Philippe Jetten-Vigeant  | Québec solidaire | 5 779          | 17,3 % | -      |
|                                                                                               | Mylène Gaudreau          | Libéral          | 4 106          | 12,3 % | -      |
|                                                                                               | Michelle Kolatschek      | Vert             | 631            | 1,9 %  | -      |
|                                                                                               | Serge Benoit             | Conservateur     | 583            | 1,7 %  | -      |
|                                                                                               | Marc-André Renaud        | NPD Québec       | 269            | 0,8 %  | -      |
|                                                                                               | Dany Desjardins          | Bloc pot         | 258            | 0,8 %  | -      |
| Total                                                                                         | Total                    | Total            | 33 375         | 100 %  |        |
| Le taux de participation lors de l'élection était de 70,9 % et 697 bulletins ont été rejetés. |                          |                  |                |        |        |

|                                                                                             | Nom                      | Parti            | Nombre de voix | %      | Maj. |
| ------------------------------------------------------------------------------------------- | ------------------------ | ---------------- | -------------- | ------ | ---- |
|                                                                                             | Claire Samson            | Coalition avenir | 11 135         | 34,2 % | 886  |
|                                                                                             | Marie Bouillé (sortante) | Parti québécois  | 10 249         | 31,5 % | -    |
|                                                                                             | Chantal Tremblay         | Libéral          | 8 602          | 26,4 % | -    |
|                                                                                             | Myriam-Zaa Normandin     | Québec solidaire | 2 283          | 7 %    | -    |
|                                                                                             | Claude Savard            | Option nationale | 265            | 0,8 %  | -    |
| Total                                                                                       | Total                    | Total            | 32 534         | 100 %  |      |
| Le taux de participation lors de l'élection était de 71 % et 652 bulletins ont été rejetés. |                          |                  |                |        |      |

|                                                                                             | Nom                      | Parti            | Nombre de voix | %      | Maj.  |
| ------------------------------------------------------------------------------------------- | ------------------------ | ---------------- | -------------- | ------ | ----- |
|                                                                                             | Marie Bouillé (sortante) | Parti québécois  | 13 779         | 38,9 % | 1 953 |
|                                                                                             | Claire Samson            | Coalition avenir | 11 826         | 33,4 % | -     |
|                                                                                             | Alain Ménard             | Libéral          | 6 833          | 19,3 % | -     |
|                                                                                             | Myriam Zaa-Normandin     | Québec solidaire | 1 462          | 4,1 %  | -     |
|                                                                                             | Marie-France Allard      | Vert             | 853            | 2,4 %  | -     |
|                                                                                             | Claude Chagnon           | Option nationale | 669            | 1,9 %  | -     |
| Total                                                                                       | Total                    | Total            | 35 422         | 100 %  |       |
| Le taux de participation lors de l'élection était de 78 % et 546 bulletins ont été rejetés. |                          |                  |                |        |       |

|                                                                                               | Nom                   | Parti               | Nombre de voix | %      | Maj.  |
| --------------------------------------------------------------------------------------------- | --------------------- | ------------------- | -------------- | ------ | ----- |
|                                                                                               | Marie Bouillé         | Parti québécois     | 11 698         | 41,3 % | 2 623 |
|                                                                                               | André Riedl (sortant) | Libéral             | 9 075          | 32 %   | -     |
|                                                                                               | Lyne Denechaud        | Action démocratique | 6 085          | 21,5 % | -     |
|                                                                                               | Guy Berger            | Vert                | 876            | 3,1 %  | -     |
|                                                                                               | André Dupuis          | Québec solidaire    | 605            | 2,1 %  | -     |
| Total                                                                                         | Total                 | Total               | 28 339         | 100 %  |       |
| Le taux de participation lors de l'élection était de 61,6 % et 556 bulletins ont été rejetés. |                       |                     |                |        |       |

|                                                                                               | Nom                  | Parti               | Nombre de voix | %      | Maj.  |
| --------------------------------------------------------------------------------------------- | -------------------- | ------------------- | -------------- | ------ | ----- |
|                                                                                               | André Riedl          | Action démocratique | 14 365         | 42,2 % | 5 103 |
|                                                                                               | Marie Bouillé        | Parti québécois     | 9 262          | 27,2 % | -     |
|                                                                                               | Jean Rioux (sortant) | Libéral             | 8 390          | 24,7 % | -     |
|                                                                                               | Alexandre Labbé      | Vert                | 1 224          | 3,6 %  | -     |
|                                                                                               | Danielle Desmarais   | Québec solidaire    | 776            | 2,3 %  | -     |
| Total                                                                                         | Total                | Total               | 34 017         | 100 %  |       |
| Le taux de participation lors de l'élection était de 76,1 % et 410 bulletins ont été rejetés. |                      |                     |                |        |       |

|                                                                                               | Nom                          | Parti               | Nombre de voix | %      | Maj. |
| --------------------------------------------------------------------------------------------- | ---------------------------- | ------------------- | -------------- | ------ | ---- |
|                                                                                               | Jean Rioux                   | Libéral             | 12 106         | 39,1 % | 921  |
|                                                                                               | Jean-Paul Bergeron (sortant) | Parti québécois     | 11 185         | 36,2 % | -    |
|                                                                                               | Lucille Méthé                | Action démocratique | 6 731          | 21,8 % | -    |
|                                                                                               | Michel Thiffeault            | Bloc pot            | 376            | 1,2 %  | -    |
|                                                                                               | Benoit Lapointe              | Vert                | 298            | 1 %    | -    |
|                                                                                               | Guillaume Tremblay           | UFP                 | 229            | 0,7 %  | -    |
| Total                                                                                         | Total                        | Total               | 30 925         | 100 %  |      |
| Le taux de participation lors de l'élection était de 73,8 % et 454 bulletins ont été rejetés. |                              |                     |                |        |      |